# Albert A. Bühlmann
Albert A. Bühlmann (n. 16 mai 1923 - d. 16 martie 1994) a fost profesor, medic, fizician, fiziolog elvețian, care a avut o importantă contribuție la dezvoltarea medicinei hiperbare și a studiului procesului de decompresie al gazelor inerte din organismul uman. Cercetările sale s-au axat deopotrivă asupra fiziologiei aparatului respirator în hipobarism (la altitudine) și hiperbarism (înaltă presiune), fiind utilizate în diverse domenii ca aeronautică, alpinism, scufundare la altitudine, scufundare profesională și scufundare militară.
Albert A. Bühlmann începe o serie de experimente în anul 1959 în Laboratorul de Fiziologie Hiperbară din cadrul Spitalului Universitar din Zürich, Elveția.
Bűhlmann a luat în considerare, pentru calculul decompresiilor după scufundări cu aer comprimat, 16 compartimente de țesuturi caracterizate prin diferite perioade de semisaturație. Pe baza acestei teorii, a fost calculat tabelul de decompresie ZH-L12 elaborat de Laboratorul de Fiziologie Hiperbară a Universității din Zűrich.
Având la bază această teorie, Hannes Keller efectuează o scufundare experimentală la adâncimea de 120 m în lacul Zürich, apoi în lacul Maggiore la adâncimea de 220 m cu amestec respirator trimix, precum și mai multe amestecuri binare în timpul decompresiei. În anul 1962, în cadrul unui experiment împreună cu U. S. Navy, Hannes Keller atinge adâncimea de 300m în California.
În următorii ani, compania petrolieră Shell Oil este interesată de implicațiile practice ale cercetărilor lui Bűhlmann deoarece acestea ar putea fi aplicate scufundărilor cu caracter profesional din cadrul exploatărilor de hidrocarburi submarine. Aceste studii au fost confirmate de experimentele Capshell din Marea Mediterană în anul 1966.
Bűhlmann a investigat, de asemenea, implicațiile pe care le are scufundarea la altitudine. Un număr mare de cazuri severe de accidente de decompresie în rîndul scafandrilor militari care au efectuat scufundări în lacul Silvaplana din Elveția la altitudinea de 1800 m, a arătat că scufundarea la altitudine devine periculoasă atunci când se utilizează tabele de decompresie de la "nivelul mării".
Bűhlmann propune o metodă de calculare a cantității maxime de azot dizolvată în sânge în funcție de presiunea atmosferică și elaborează tabele specializate pentru scufundare la altitudine care au fost adoptate de către militarii elvețieni în anul 1972, precum și un studiu asupra decompresiei pentru  scufundări succesive.
Tabelele specializate pentru scufundare la altitudine sunt tabelul BÜ-700 utilizat în cazul scufundărilor în medii acvatice situate la altitudini cuprinse între 0 m și 700 m și tabelul BÜ-1500 folosit pentru scufundări în medii acvatice situate la altitudini cuprinse între 701 m și 1500 m.

Expediția în lacul Titicaca, la 3800 de metri deasupra nivelului mării în anul 1987, nu a relevat probleme de decompresie folosindu-se teoria lui Bühlmann ZH-L16.
În anul 1983 Bűhlmann publică rezultatele din anii de cercetare într-o primă ediție, în limba germană, a lucrării Untersuchungen zur Dekompresssion bei enniedrigtem Luftdruck, iar ediția în limba engleză Decompression-Decompression Sickness, apare în anul 1984.
Această lucrare a fost considerată ca fiind cea mai completă de specialitate asupra calculului procesului de decompresie, prima de acest fel pusă la dispoziția publicului. 

Teoria lui Bühlmann a fost implementată în calculatorele de scufundare produse de firmele Uwatec și Scubapro.
Au urmat alte trei ediții ale lucrării publicate în limba germană în anii 1990, 1993 și 1995 cu
titlul revizuit de Tauchmedizin și o traducere în limba engleză Diving Medicine în anul 1995.
Modelul Bühlmann a fost, de asemenea, folosit de către unele asociații și organizații de profil la elaborarea unor tabele proprii de decompresie. În Elveția, după modelul Bühlmann s-au elaborat tabelele Deco '92 care au fost adoptate de către Confederația Elvețiană de Sporturi Subacvatice și în Germania de Asociația Germană a Scafandrilor Sportivi. În Marea Britanie, a fost dezvoltat un set de tabele pentru British Sub-Aqua, precum și sistemul ASA Bühlmann care constă din tabelele propriu-zise Bühlmann, împreună cu un set de reguli și proceduri pentru utilizarea acestora în condiții de siguranță.
Tabelele Bühlmann-700 și Bühlmann-1500 au fost testate și verificate și în România în cadrul Laboratorului Hiperbar de pe lângă Centrul de scafandri din Constanța.
Tabelele Bühlmann sunt încă utilizate în prezent, fiind foarte populare în rândul scafandrilor ce efectuează scufundări la altitudine.
În anul 1977 Albert A. Bühlmann primește distincția Oceanereing din partea Undersea and Hyperbaric Medical Society, iar în anul 1993, de la Divers Alert Network pentru contribuția adusă dezvoltării cunoașterii procesului de decompresie.